# Rivoluzione dei tulipani
La rivoluzione dei tulipani in Kirghizistan (2005), movimento di massa che portò il presidente Askar Akayev e il suo governo alle dimissioni, dopo una fuga in Russia, nell'ambasciata kirghisa a Mosca. 

## Storia
I manifestanti, scesi in strada dopo elezioni parlamentari del 27 febbraio e del 13 marzo 2005, protestarono (con alcune derive violente, e alcuni morti nel primo giorno di manifestazioni nel sud del paese dove alcuni dimostranti occuparono edifici pubblici) contro Akayev (e contro la sua famiglia) considerato dalla popolazione corrotto e autoritario, e accusato dall'opposizione di aver truccato le elezioni. 
Le elezioni convocate dopo la fuga di Akayev furono vinte da Kurmanbek Bakiev, protagonista della rivoluzione dei tulipani, con l'88,9% dei consensi. Nel corso delle consultazioni gli osservatori dell'OSCE rilevarono progressi rispetto alle consultazioni precedenti, pur nel permanere di alcune irregolarità. Il termine "Rivoluzione dei tulipani", utilizzato nei primi giorni insieme ai termini rivoluzione rosa e rivoluzione di seta, divenne di largo uso dopo un discorso dello stesso Akayev il quale assicurava che nessuna Rivoluzione Colorata avrebbe mai avuto successo nel suo paese.